# 劉軻
劉軻（？—？），字希仁，祖籍彭城，岭南人。唐代官員、還俗人物。
早年為僧，名海纳。隱居於廬山，研究黄老之术，後還俗。元和十四年（819年）進士，其登第文章與韓、柳齊名，仕終侍郎，終官洺州刺史，咸通八年（867年）尚在世。
劉軻生平著书甚多，有《三传指要》十五卷、《汉书右史》十卷、《黄中通理》三卷、《翼孟》一卷、《隋监》一卷、《三禅五革》一卷等，皆不傳。